# Gunnar Dahlberg

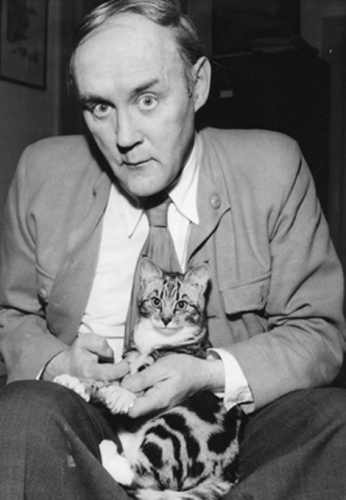
Gunnar Dahlberg

Gunnar Dahlberg (* 22. August 1893 in der Pfarrei Lofta, Västervick; † 25. Juli 1956 in Uppsala) war ein schwedischer Arzt und Sozialmediziner. Er übernahm das Staatliche Institut für Rassenbiologie an der Universität Uppsala nach Herman Lundborg und entwickelte es von einer rassenbiologischen zu einer sozialmedizinischen Orientierung. 1958 wurde es umbenannt in Institut für Medizinische Genetik.

## Leben
Gunnar Dahlberg studierte Medizin an der Universität Uppsala und erhielt 1915 einen Bachelor, 1920 ein Lizentiat und verteidigte 1926 seine Promotion. Er wurde Assistent bei dem Rassentheoretiker Lundborg.
1926 wurde er zum außerordentlichen Professor für medizinische Erbforschung und medizinische Statistik ernannt. Als Lundborg 1935 aus dem Staatlichen Institut für Rassenbiologie ausschied, wurde Dahlberg dort zum Nachfolger ernannt, worauf der Sozialdemokrat Gunnar Myrdal gezielt Einfluss nahm. Er und Alva Myrdal waren Anhänger einer Eugenik zur Sozialreform. Der Nazi-Sympathisant Lundborg war dagegen und zog sich völlig zurück.
Dahlberg hatte einen sozialmedizinischen Ansatz zur Humangenetik, sympathisierte mit der Sozialdemokratie und war bereits 1933 offen gegen den Nazismus öffentlich aufgetreten. Er akzeptierte nicht einmal das Konzept der Rasse und wollte mehr Forschung zu Erblichkeitsfragen betreiben. Vieles, was von Rassisten zur Kriminalität oder Tuberkulose behauptet wurde, hielt er für unbelegt. Er unterschrieb das Eugenics Manifesto von 1939, das sich für Eugenik, aber gegen Rassismus aussprach. In den 1950er Jahren trug er die UNESCO-Erklärungen zur Rasse bzw. gegen Rassismus mit.
Dahlberg trug zusammen mit einer Vielzahl von Intellektuellen in Schweden die Zeitschrift Kulturfront und das „Komitee for Excursible Intellectuals“, das sich für jüdische Ärzte um Arbeitserlaubnis bemühte.
Dahlberg beteiligte sich an der Diskussion über die sozialdemokratische Nachkriegsgesellschaft. Seine traditionellen Parteilinien zuwiderlaufenden Überlegungen von 1944 hat Herbert Wehner 1947 ins Deutsche übersetzt und in Deutschland veröffentlicht.

## Werk
Dahlberg wurde für seine Dissertation (1926) zur Zwillingsforschung, Zwillingsgeburten und Zwillinge, und Forschungen über Inzucht bekannt. Als Rassenbiologe untersuchte er mathematische Methoden zur Anwendung in der Bevölkerungsgenetik, etwa normale und kranke Vererbung oder psychische Krankheiten in der Bevölkerung. Er befasste sich mit der Vererbung von Diabetes mellitus in Schweden. Er trat dabei weiter für Sterilisation Erbkranker ein.
Der Schwerpunkt seiner Sozialmedizin hielt soziale Faktoren wichtig für die Entwicklung von Veranlagungen. Studien betragen Alkoholismus als soziales Problem und Krankheiten und die Gesellschaft. Mitarbeiter war er zum Beispiel für die Time Sex Icons (1926), die Medizinische Enzyklopädie des Schwedischen Roten Kreuzes (1932), zusammen mit dem damaligen Sozialdemokraten Herbert Tingsten die Schwedische Politische Enzyklopädie (1937).
Zu den Vipeholm-Experimenten zur Zahngesundheit (Kariesverbreitung etc.) war Dahlberg der verantwortliche Statistiker und kam zum Schluss, dass mindestens 1 000 Personen benötigt wurden, um Ergebnisse statistisch abzusichern. Eines der Ergebnisse dieser Experimente an Behinderten wurde die schwedische Tradition, Kinder nur samstags Süßigkeiten essen zu lassen (lördagsgodis), um während der Woche Karies zu unterdrücken.
Dahlberg erhielt mehrere hohe Auszeichnungen. Er wurde 1938 Ehrendoktor der Universität Aberdeen, Mitglied des Institute International de statistique 1948, 1951 des Institute International de sociologie und Societá ital. di ede eugenica 1950. 1955 war er auch Professor für Odontologie an der Schule für Zahnmedizin in Stockholm.
Dahlberg war ein häufiger Autor in populären Publikationen zur Medizin in Schweden und beschrieb neue Behandlungsmethoden wie Lobotomie.

## Schriften
- Schwedische Politische Enzyklopädie, 1937
- Die zukünftige Gesellschaft : Eine kurzgefasste Prinzipiendiskussion, mit Herbert Wehner, 1947
- Vererbung und Rasse, Hamburg 1947
- Mathematical methods for population genetics, Basel 1947
- Gunnar Dahlberg, Lancelot Thomas Hogben: Race, Reason and Rubbish. Columbia University Press, New York, NY 1943, ISBN 978-0-231-92508-2.